# Patricio Sturlese

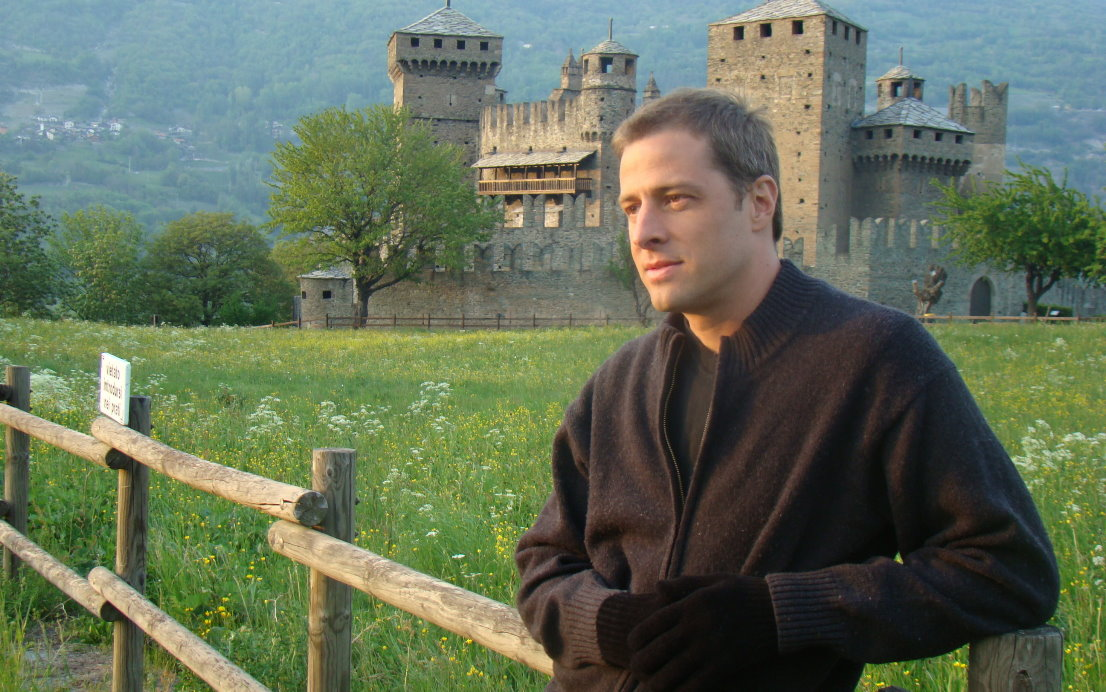
Patricio Sturlese, 2008

Patricio Sturlese (* 23. Oktober 1973 in Buenos Aires) ist ein argentinischer Schriftsteller italienischer Herkunft.
Sturlese entstammt einer italienischen Einwandererfamilie; seine Eltern stammen beide aus Genua; der Altphilologe Loris Sturlese ist ein entfernter Verwandter.
Sturlese studierte u. a. Kirchengeschichte am Colegio Máximo der Jesuiten in San Miguel (Gran Buenos Aires) und konnte dieses Studium erfolgreich abschließen. Bereits während seines Studiums wurde er auf die Sociedad Italiana aufmerksam und unterstützt durch den italienischen Konsul von San Miguel, betraute man Sturlese 2005 mit deren Leitung.
Ab 2004 unternahm Sturlese mehrere Exkursionen nach Europa, um in Frankreich, Deutschland, Italien und Tschechien mittelalterliche Burgen zu studieren. Eindrücke und Erkenntnisse dieser Reise flossen dann in seinen Erstlingsroman „Das Teufelsevangelium“ mit dem er 2007 sehr erfolgreich debütieren konnte. In diesem Werk thematisiert Sturlese das geheimnisvolle Necronomicon.
Sturleses lebt derzeit als freier Schriftsteller un Bella Vista (Gran Buenos Aires).

## Werke (Auswahl)
- Das Teufelsevangelium. Roman („El inquisidor“). Heyne, München 2008, ISBN 978-3-453-47084-2.
  - El inquisidor Debolsillo, Barcelona 2006, ISBN 978-84-341-3630-4.
- La sexta vía. Debolsillo, México, DF 2009, ISBN 978-6-07-429476-7.